# Bahmut, Călărași
Bahmut este satul de reședință al comunei cu același nume  din raionul Călărași, Republica Moldova.

## Galerie de imagini

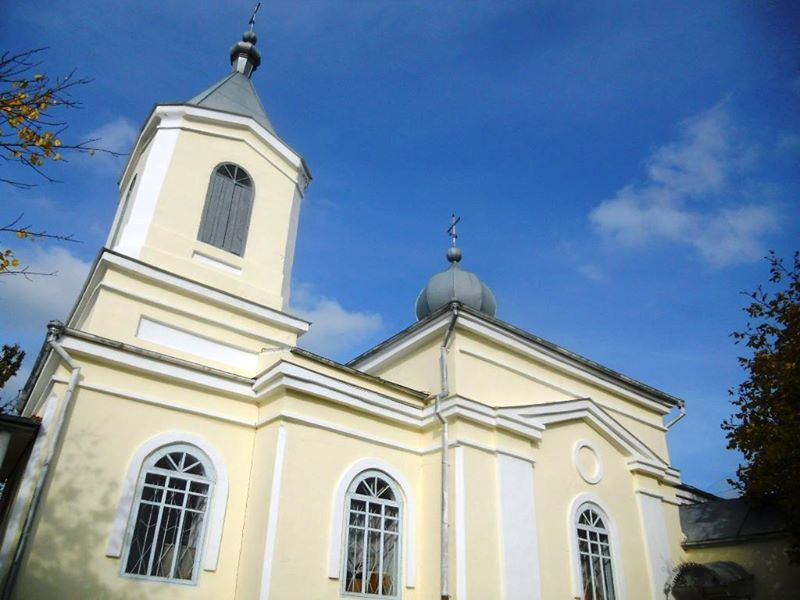
Biserica „Sf. Nicolae” din localitate.
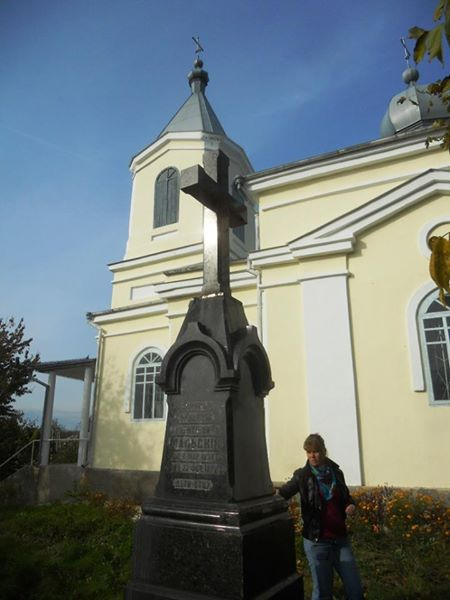
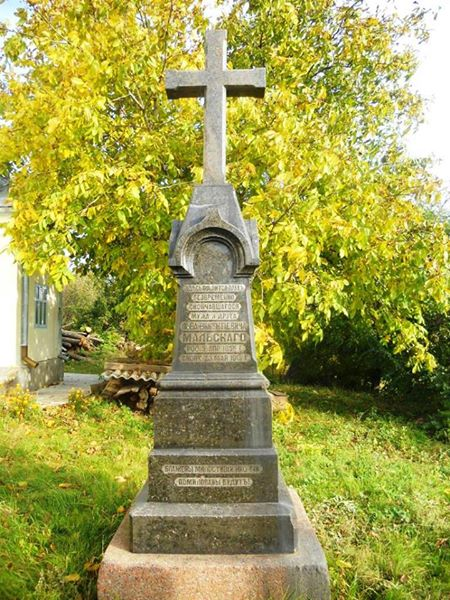
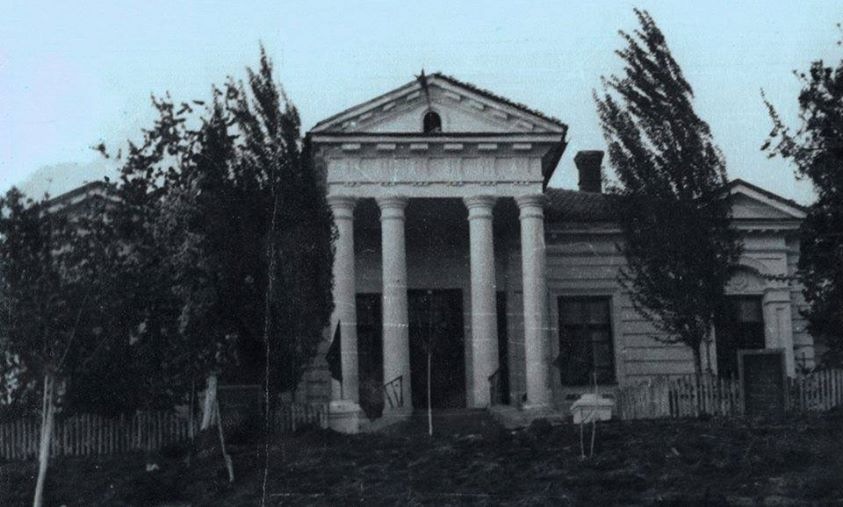
Conacul Ciolac-Malski în perioada interbelică.
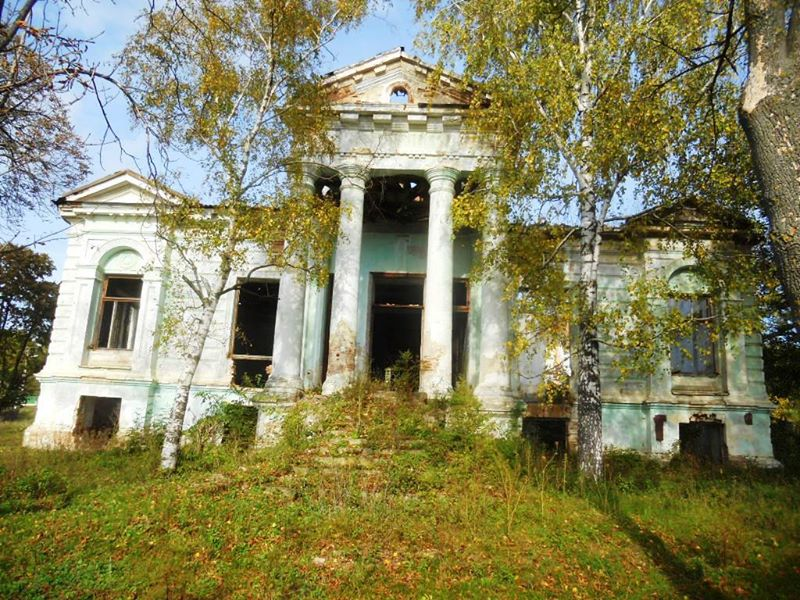
2013
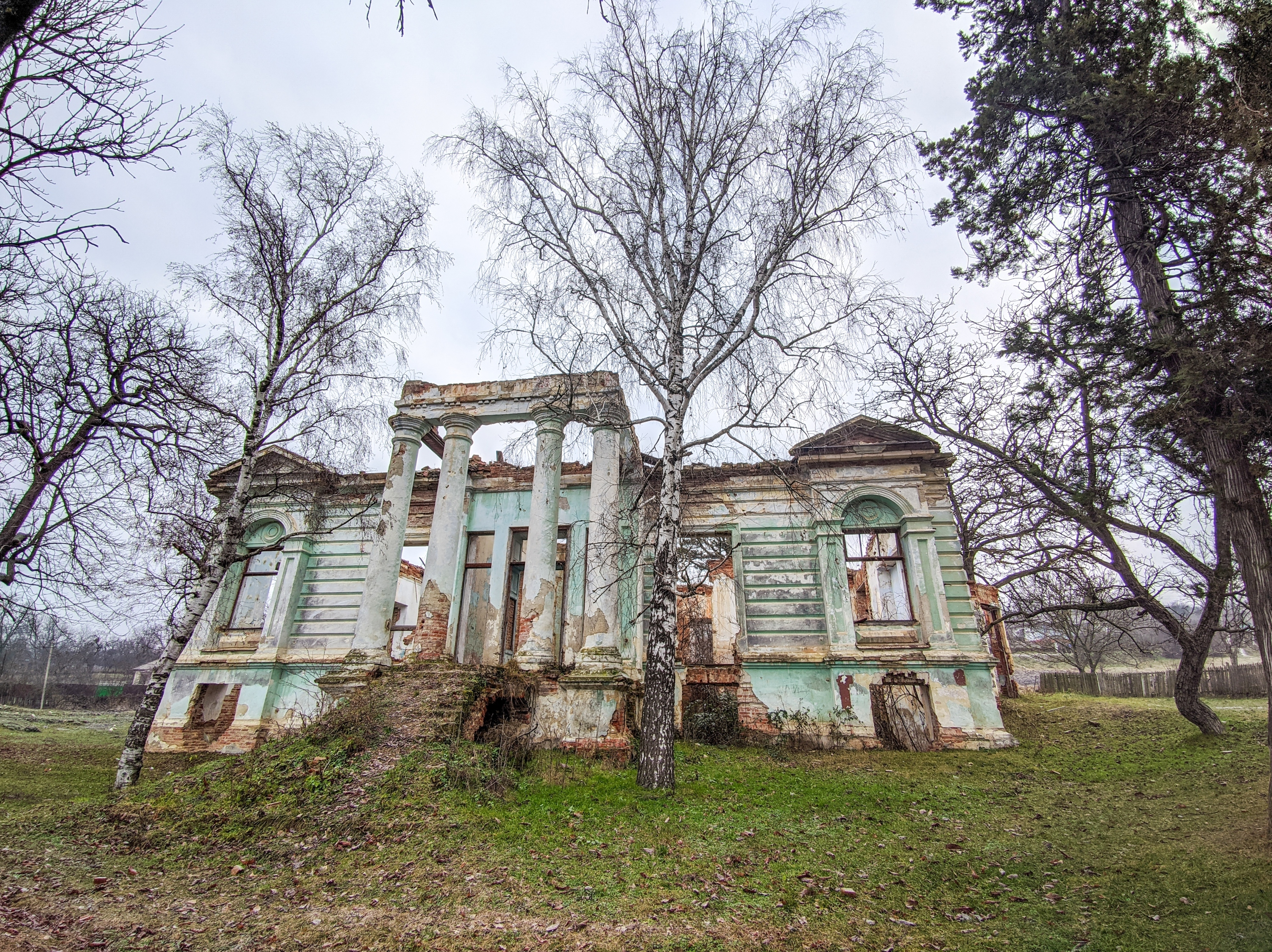
2022
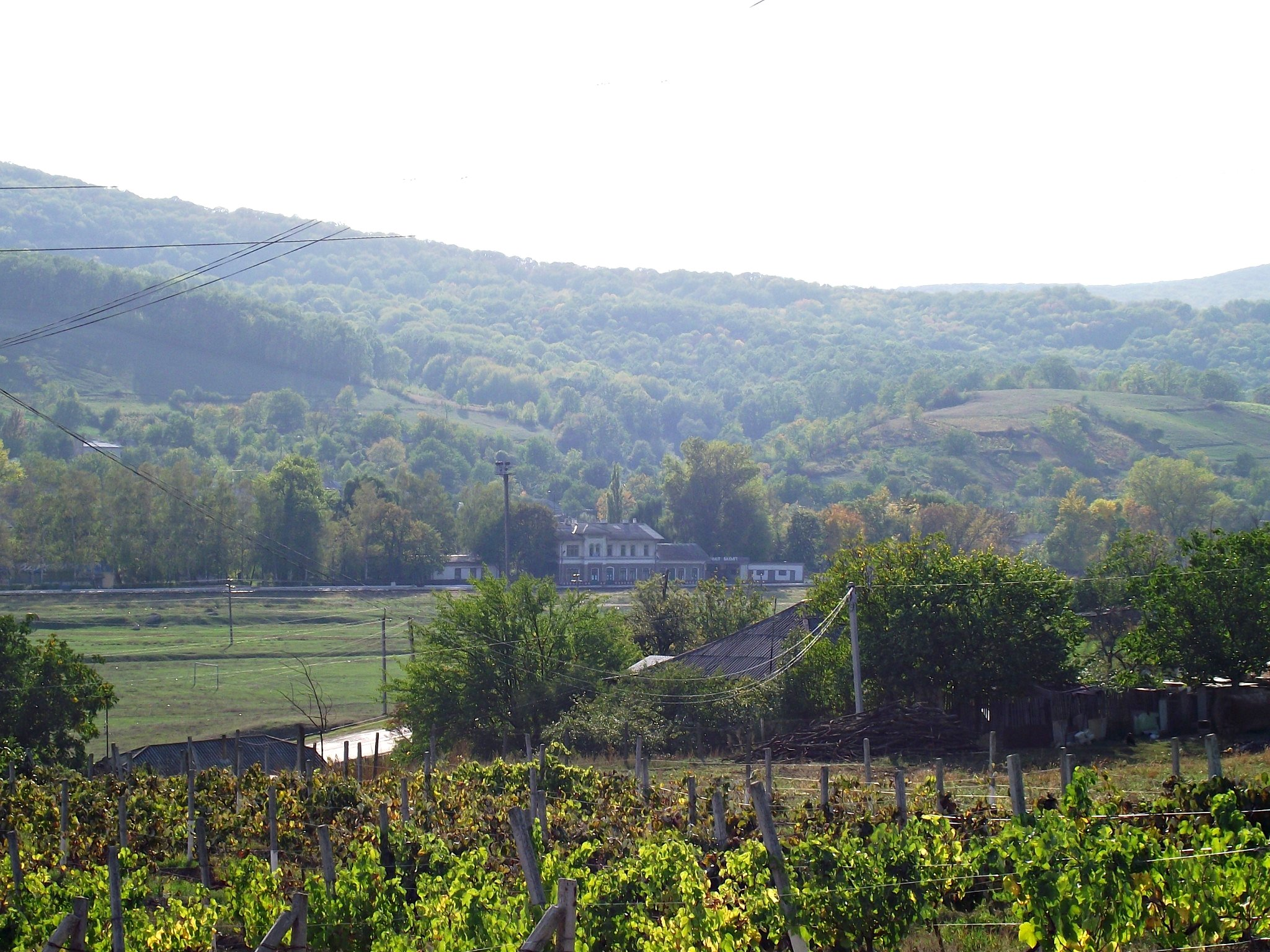
Gara Bahmut
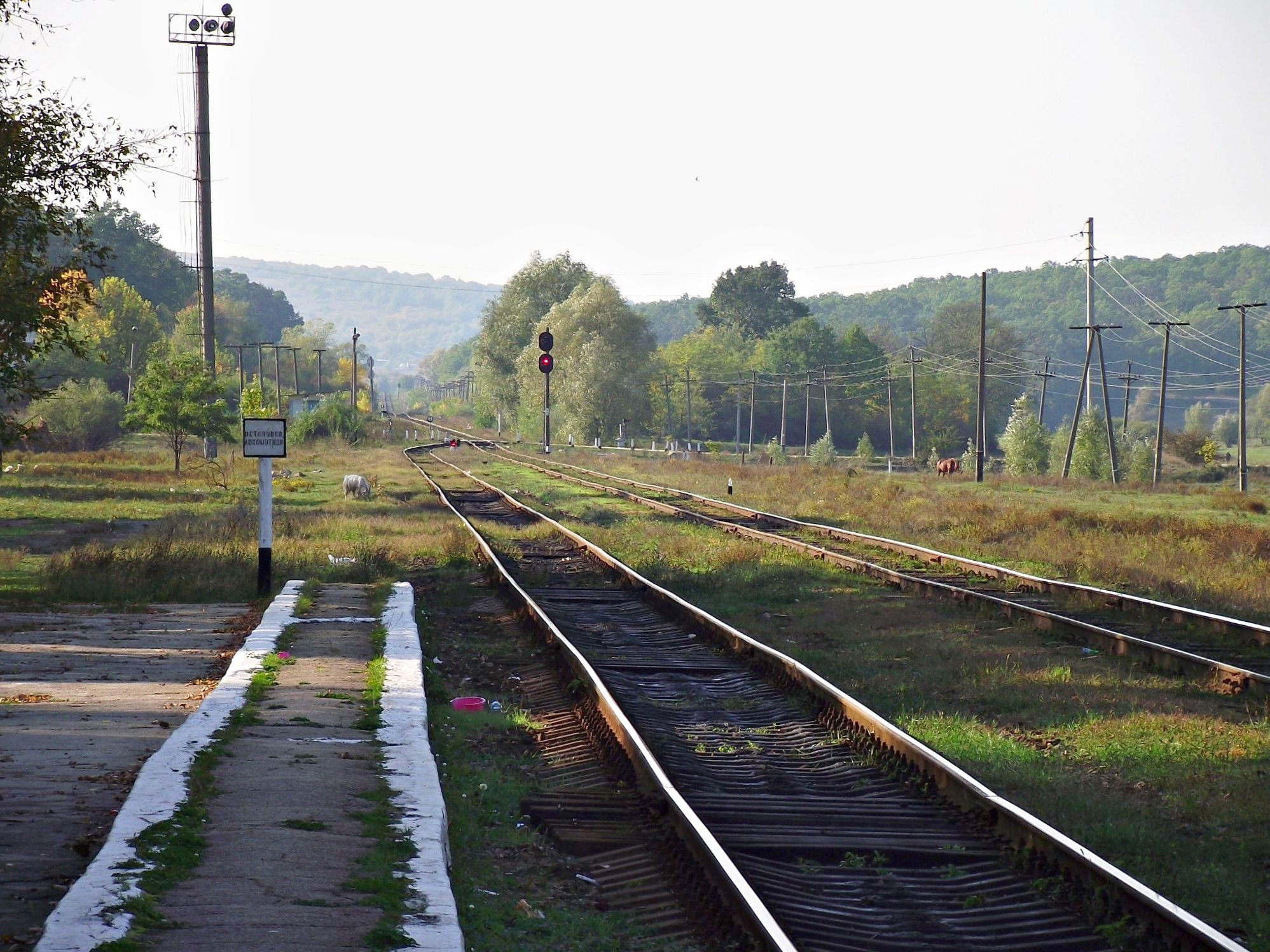
Linia de cale ferată Tighina–Chișinău–Ungheni.
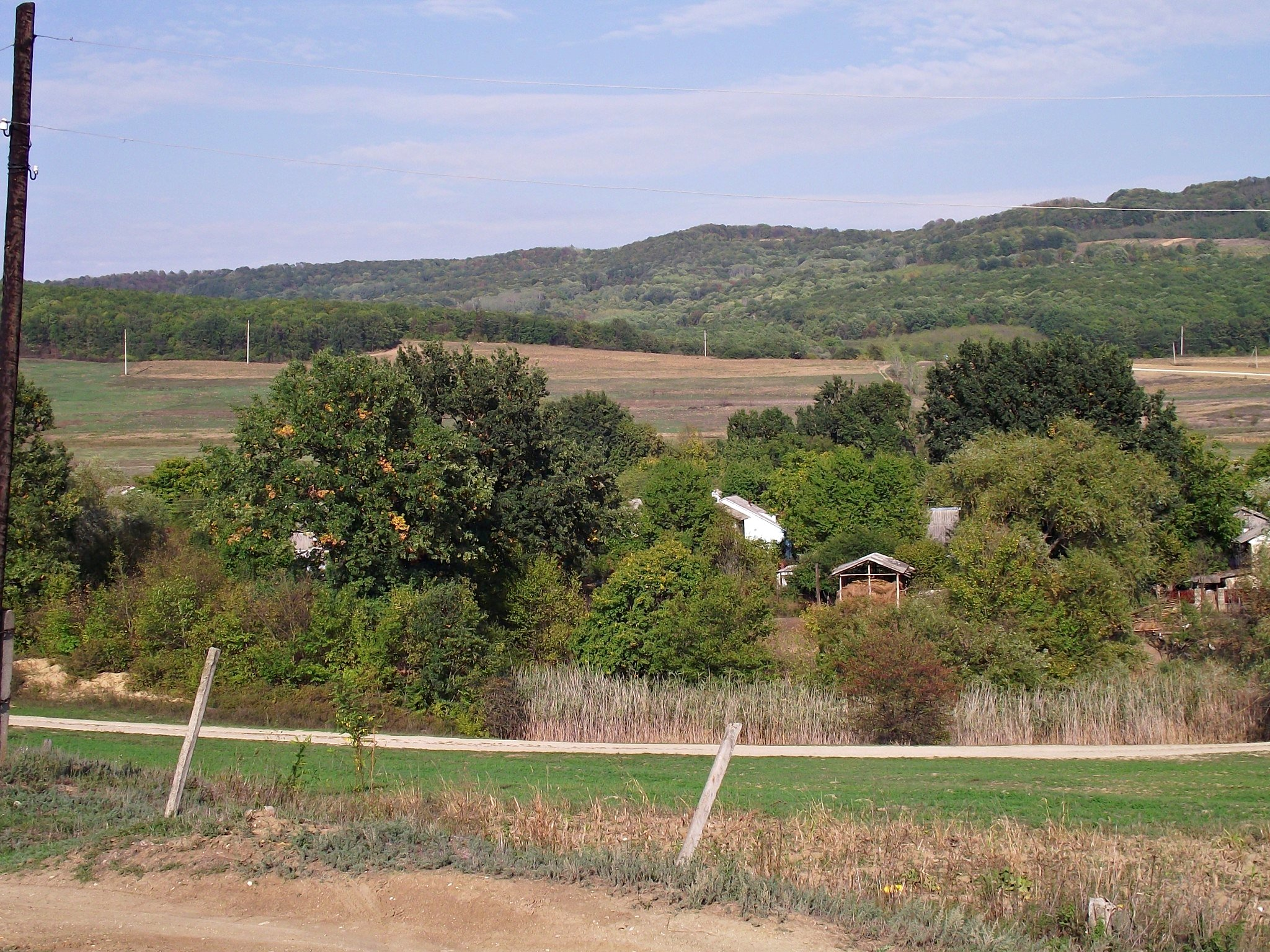
Peisaje adiacente.
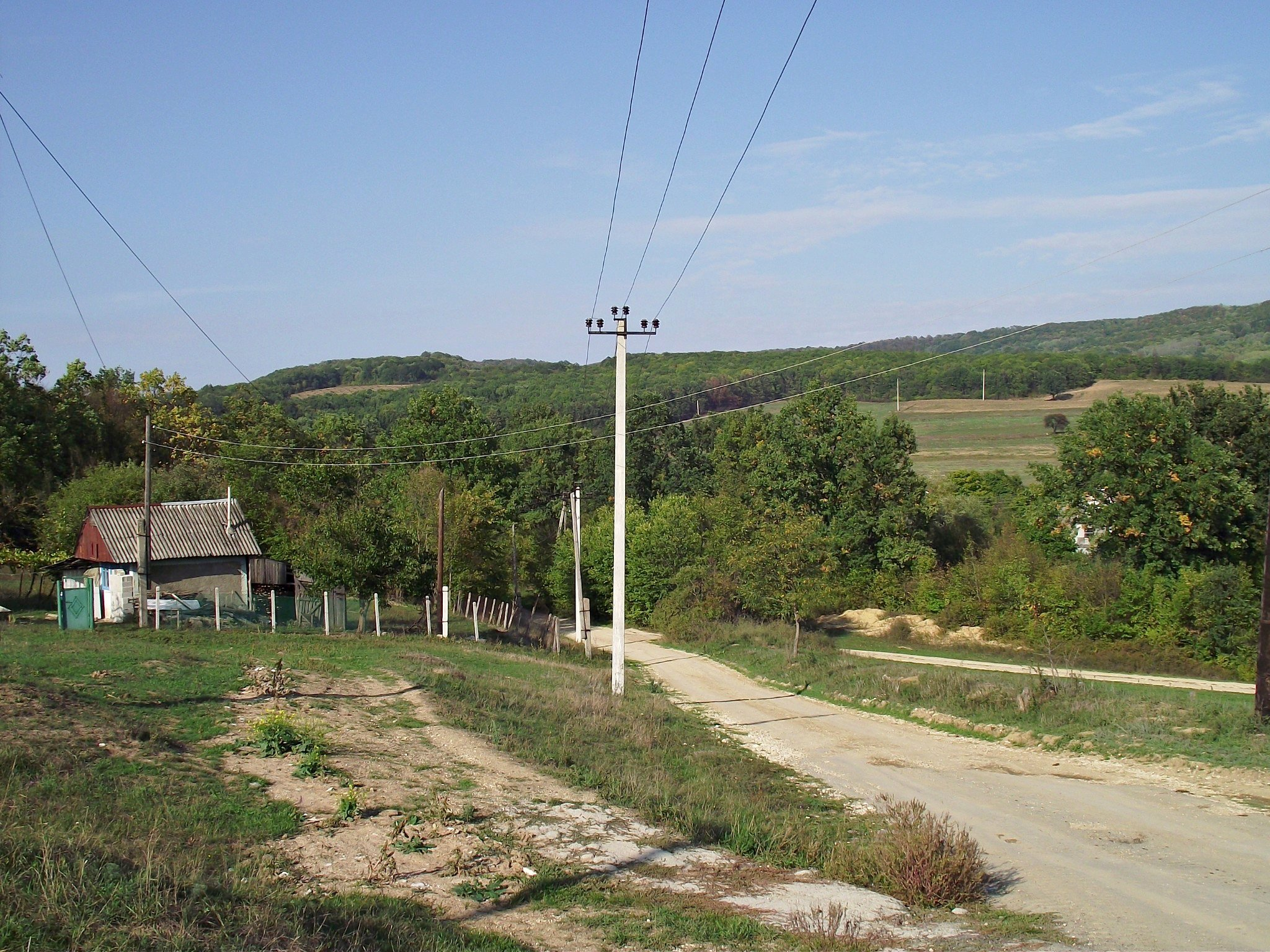
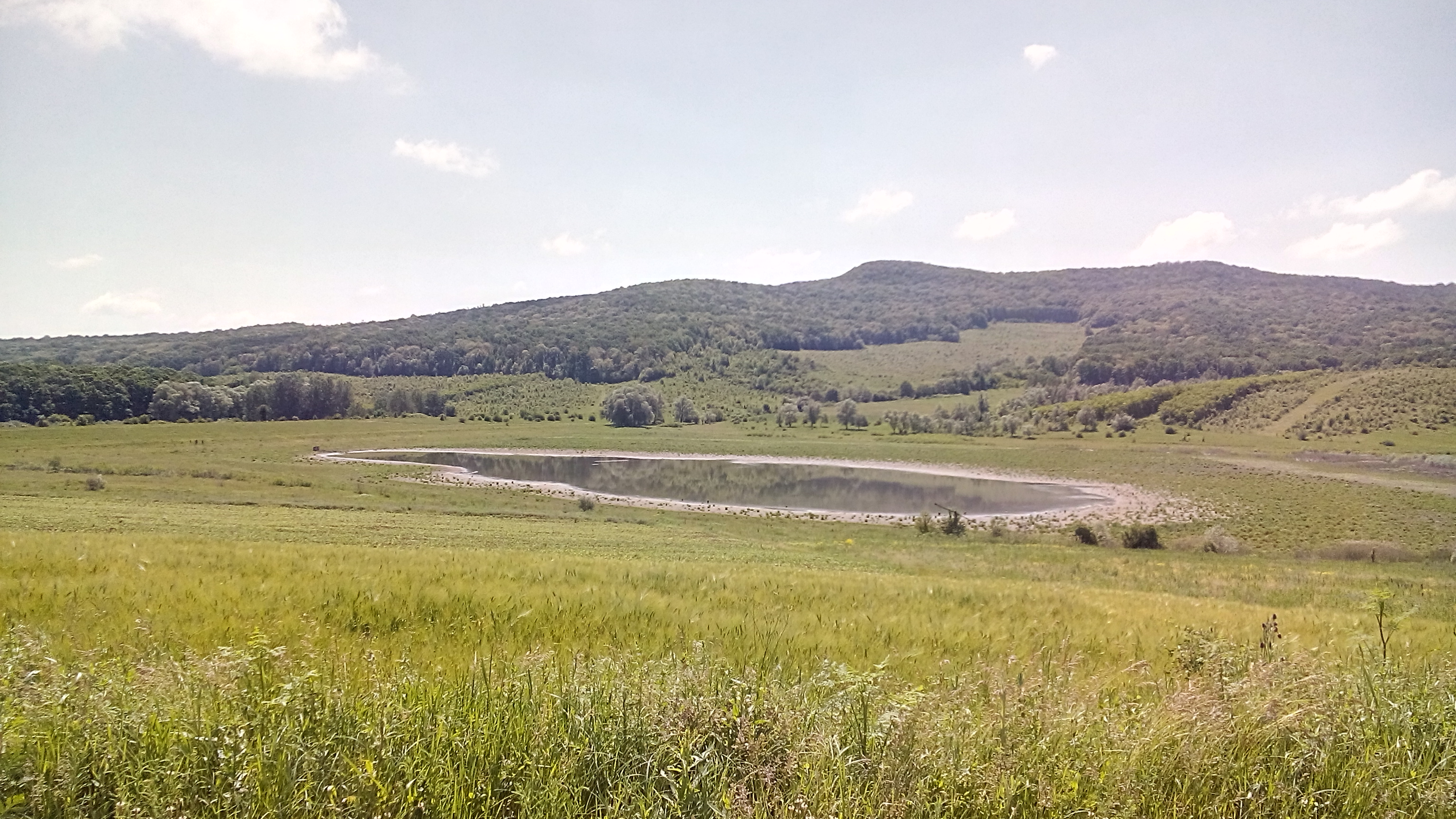

## Vezi și
- Conacul familiei Ciolac-Malski